# Mandarijnkorst
Mandarijnkorst (Flavoplaca dichroa) is een korstmos uit de familie Teloschistaceae. Hij leeft in symbiose met de alg Pseudotrebouxia.

## Kenmerken
Mandarijnkorst is een korstvormig korstmos met een geel tot oranje, vaak dun thallus dat mozaïeken vormt. Het oppervlak is grof-soredieus tot isidieus met op gelijke afstand geplaatste thalluskorrels. 
De apotheciën zijn zelden aanwezig. Ze zijn 0,5 tot 1,0 mm in diameter. Het zijn platte of licht convexe schijf, niet poederachtig.
Hij vertoont de volgende kenmerkende kleurreacies: K+ (rood).
De elliptische, hyaliene sporen zijn vrij variabel van vorm maar de meeste hebben een dikke wand.

## Ecologie
Mandarijnkorst groeit epilitisch. Het is een schaars voorkomende soort op horizontale delen van oude muren van harde kalksteen of baksteen onder invloed van mortel. 

## Verspreiding
Mandarijnkorst kent een Europees verspreidingsgebied. In Nederland is de soort vrij algemeen, staat niet op de rode lijst en is niet bedreigd.